# Anthony Shakir
Anthony "Shake" Shakir, que también utiliza los alias Sequence 10 y Da Sampla, es un disc jockey de techno estadounidense, más conocido por su contribución al detroit techno.
Comenzó produciendo en 1981, y su música se encuadra en la "primera ola" de detroit techno junto a pioneros como Juan Atkins o Derrick May, trabajando en la gestión del sello del primero, Metroplex, durante sus primeros años. Bajo el nombre Sequence 10 aparece en el recopilatorio seminal Techno: The New Dance Sound of Detroit.
Mientras que sus compañeros de la escena primigenia desarrollaron una carrera internacional, Shakir se distanció de ese perfil "europeo", estando fuertemente ligado a la "segunda ola" de Detroit. Esto se traduce en su estilo posterior, cercano al de Mike Banks o Claude Young. En 1995 creó el sello Friction Records y en 1996 Puzzlebox Records junto a Keith Tucker.